# Scentekniker
Scentekniker eller teatertekniker är en yrkesgrupp inom teater och annan scenisk verksamhet såsom musikkonserter, opera, dans etc. Tekniker kan arbeta inom flera olika avdelningar såsom ljud, scenbelysning, scenteknik, och med att förflytta kulisselement och rekvisita inom eller in/ut från scenrummet (scenbyten) under pågående föreställningar eller mellan föreställningar. Liknande uppgifter finns i en filmstudio inom filmproduktion och TV-produktion. Scenansvarig arbetsledare kallas scenmästare. (För musik- och turnéverksamhet se även road crew.)
En utbildning inom scen- och teaterteknik finns vid Göteborgs yrkeshögskola.